# Plage de la Grande-Conche
La plage de la Grande-Conche est une plage de sable fin située sur les communes de Royan et Saint-Georges-de-Didonne, en Charente-Maritime, sur la rive droite de l'embouchure de l'estuaire de la Gironde, à proximité immédiate de l'océan Atlantique. D'une longueur d'environ 2 600 mètres, elle est tapissée de sable extrêmement fin, de l'ordre de 180 µm. Sa formation semble être intervenue il y a environ 8 000 ans.
La petite partie située sur la commune de Saint-Georges-de-Didonne s'appelle aussi la plage de Vallières.

## Toponymie
Une conche désigne en Saintonge une plage de sable fin au fond d'une baie située entre deux pointes formées de falaises. La Grande-Conche est donc la plus grande des plages de Royan, qui possède par ailleurs quatre autres conches : celles de Foncillon, du Chay, du Pigeonnier et de Pontaillac.

## Géographie

### Géologie
Le début de la surrection des chaînes montagneuses des Alpes et des Pyrénées se produit dès la période du Maastrichtien, il y a 65 millions d'années, avant de se poursuivre durant une partie de l'ère tertiaire. Ce phénomène cause un froissement progressif des couches calcaires et la formation de synclinaux et de leurs pendants, les anticlinaux. 
Ainsi se forment le synclinal girondin, dans lequel vont s'engouffrer les eaux de la Dordogne et de la Garonne, conduisant à la formation progressive de l'estuaire de la Gironde, des falaises et des conches, ainsi que l'anticlinal saintongeais, dont l'axe est le marais de Brouage.
La période du quaternaire (environ 2 millions d'années) voit le début d'une succession de glaciations.
Entre −60 000 et −10 000, la glaciation de Würm s'accompagne d'une importante régression marine au cours de laquelle le niveau de l'océan baisse d'une centaine de mètres, transformant l'estuaire de la Gironde en canyon. Ce phénomène cause l'accumulation de dépôts sableux d'origine fluviatiles, lesquels vont se déposer au creux des conches au cours de la période de transgression marine qui succède : cette période de déglaciation post-würmienne, intervenant entre −10 000 et −1 000 est nommée transgression flandrienne. Parallèlement, des cordons dunaires isolent les marais du littoral. C'est au cours de cette période, probablement vers -8000, que se forme la Grande-Conche de Royan.

### Description
La plage de la Grande-Conche s'étend entre la jetée est du port de plaisance de Royan (quai promenoir du 13e dragons) jusqu'à la pointe de Vallières sur la commune de Saint-Georges-de-Didonne. La partie sud de la conche (d'environ 600 mètres) sur la commune de Saint-Georges est appelée parfois plage de Vallières.

## Histoire
En 1819, le maire de Royan Raymond Labarthe signe une des premières ordonnances en France réglementant les bains de mer, défendant aux estivants de se baigner nus ou trop près du port et des maisons.
En 1825, la maison Balguerie, de Bordeaux, installe douze cabines de bains roulantes sur la plage. 
En 1864 ont lieu sur la plage les premières courses hippiques.

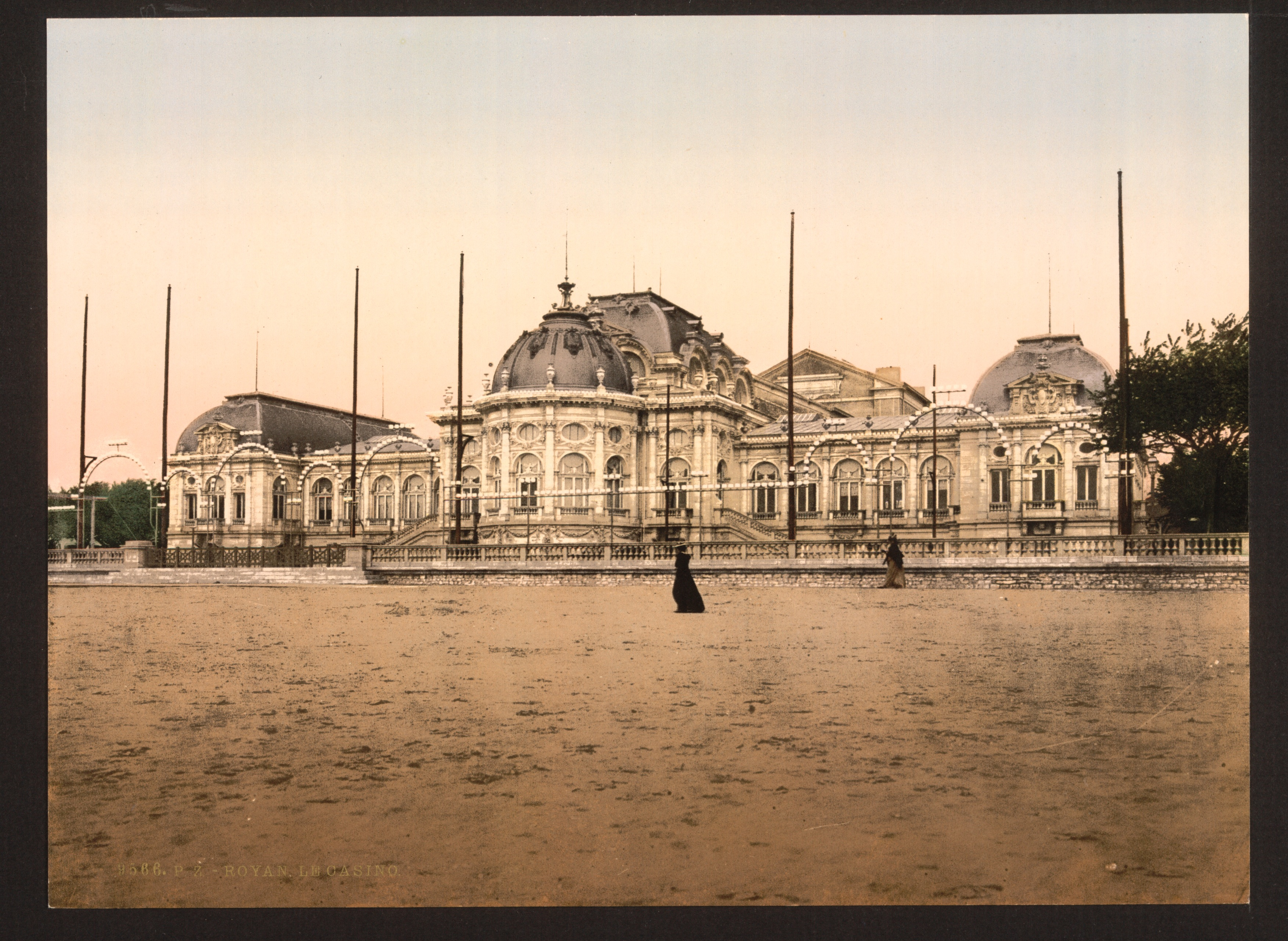
Le Casino municipal fut jusqu'à la Seconde Guerre mondiale le plus grand casino de France. Il est totalement détruit par les bombes en 1945.

En 1895 est inauguré un grand casino municipal au bord de la plage. Réalisé par l'architecte Gaston Redon, l'édifice imposant aligne une façade monumentale de style néo-rococo de plus de 80 mètres de long, précédant une salle de bal dominée par un dôme couvert d'ardoises et un théâtre à l'italienne. Celui-ci est fréquenté par les plus grands : Sarah Bernhardt vient y jouer « l'Aiglon », Cléo de Mérode y dansa. L'Opéra et la Comédie-Française y présentèrent des spectacles, opérettes, ballets, concerts symphoniques. Considéré comme l'un des plus beaux casinos du pays, représenté sur de nombreuses affiches publicitaires de l'époque, il fut aussi le plus grand casino de France, jusqu'à sa destruction sous les bombes, en 1945,.
À partir de 1928 est construit sur la pointe de Vallières l'hôtel Océanic qui domine la plage. L'hôtel ferme en 1937 avant d'être dynamité en 1945 par les forces allemandes.
À la suite des agrandissements successifs du port de plaisance, la plage a tendance à se désensabler dans les années 1980 et 1990. Le maire Philippe Most engage le réensablement de la Grande-Conche du 6 avril au 20 mai 1999.

## Tourisme

La plage de la Grande-Conche et les immeubles du front de mer

La plage de la Grande-Conche est surveillée par des maîtres-nageurs sauveteurs de mi-juin à fin août en continu de 11 h à 19 h.

## La Grande-Conche dans les arts et la culture

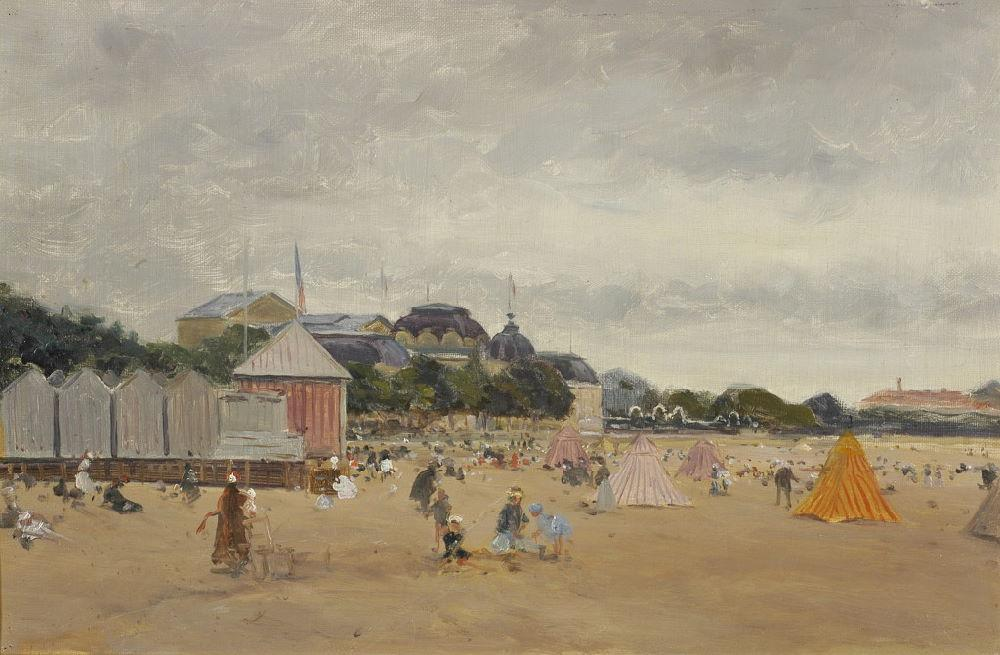
Royan, plage de la Grande Conche, peinture d'Arthur Gué, 1880.

Le peintre Arthur Gué (1857-1916) représente la plage de la Grande-Conche et le casino municipal dans une toile intitulée Royan, plage de la Grande Conche.

## Pour approfondir